# 何偉霖
何偉霖（英語：Ho Wai-Lam，1983年—），前任大埔區議會富亨區議員。「富亨邨社區關注組」創辦人，因抗議富亨邨法團提高管理費及協助太和邨推翻天價工程而知名。

## 簡歷
2014年，富亨邨大幅增加管理費，令邨民間接發現富亨邨業主立案法團財政虧蝕，令人懷疑增加管理費是用作清還欠款。此事令何偉霖開始關注邨內事務，擔任互委會主席，更組織邨民成立「富亨社區關注組」。最後成功中止聘用管理公司的合約，並換走舊法團。

### 協助太和邨推翻法團事件
2016年6月中，大埔太和邨業主立案法團收到修葺令，需要維修太和邨外牆。結果投標價高達2,700萬港元，平均每戶維修費逾萬元，令居民質疑法團與承建商黑箱作業。太和邨居民於是組成「太和邨管理費加價關注組」，何偉霖聯絡關注組並分享他於富亨邨對抗舊法團的經驗，並令邨民得知其合法權益。最後「太和邨管理費加價關注組」於業主立案法團換屆推舉的10名新人全部當選，取代舊法團。
反圍標大聯盟發言人、民主黨的林卓廷稱是次事件為「太和小業主大勝」，又指舊法團得票少於1%是「極為罕見」，破了他處理過的屋苑個案紀錄。

### 2020年冠狀病毒病疫情
2020年，2019冠狀病毒病於香港爆發，香港曾一度出現口罩等防疫物資短缺。有網店疑訛稱到外地代購口罩發售，但有顧客付款後未能取貨。何偉霖曾協助約20多名顧客跟進，同時批評政府口罩供應不足，令市民於市面搶購口罩，他形客當時情況「已去到失去理性的階段」，亦促相關網店解釋事件。何偉霖亦曾與其他大埔區議員自行調配消毒搓手液派發。另外於臉書提出「以物換物」的平台概念。大埔街坊可與其他人交換防疫物資，或捐出多餘物資予有需要的人。
何偉霖亦曾批評香港特區政府應對疫情無動於衷，行政部門以「特別上班安排」為由不開放辦公室，令街坊求助無門。

## 2019年區議會選舉

### 競選原因
富亨邨應屆業主立案法團以及邨內部份支持民主派的團體及居民，疑不滿任萬全於在任期間的表現，加上許多居民反映，他在任期間經常不在區內，對區內事務參與極少，令區內居民大感不滿，遂推舉獨立民主派的何偉霖出戰此選區，最終，以獨立民主派身分參選的何偉霖以3435票，擊敗時任區議員任萬全及另一位參選人民建聯成員胡綽謙而成功當選為新一任區議員。

### 歷屆選舉結果
| 政党   | 政党         | 候选人    | 票数  | %     | ±      |
| ------ | ------------ | --------- | ----- | ----- | ------ |
|        | 大埔民主聯盟 | ①. 任萬全 | 2,161 | 26.05 | -46.34 |
|        | 民建聯       | ②. 胡綽謙 | 2,700 | 32.55 | 不適用 |
|        | 無黨派       | ③. 何偉霖 | 3,435 | 41.41 | 不適用 |
| 多数票 | 多数票       | 多数票    | 735   | 8.86  | 不適用 |

## 外部連結
- 何偉霖的Facebook專頁 （页面存档备份，存于）

| 議會席位      | 議會席位                                               | 議會席位 |
| ------------- | ------------------------------------------------------ | -------- |
| 前任： 任萬全 | 大埔區議會 富亨選區區議員 2020年1月1日－2023年12月31日 | 末任     |